# Prince Albert (Südafrika)
Prince Albert (englisch) oder Prins Albert (afrikaans) ist eine Stadt in der südafrikanischen Provinz Westkap. Sie ist Verwaltungssitz der gleichnamigen Lokalgemeinde im Distrikt Central Karoo.

## Geographie
Der Ort befindet sich in der Großen Karoo, 400 Kilometer nordöstlich von Kapstadt. Nordwestlich von Prince Albert zweigt die R407 von der Nationalstraße N1 ab und erreicht nach 44 Kilometern die Stadt östlich am Fuß der Swartberge mit dem Swartberg-Pass. Prince Albert liegt 650 Meter über dem Meeresspiegel, hat mehr als 300 Sonnentage und durchschnittlich nur 220 mm Niederschlag pro Jahr. Benachbarte Städte sind Beaufort West (159 Kilometer entfernt), Willowmore (134 Kilometer) und Oudtshoorn (72 Kilometer).
Im Jahre 2022 lebten hier 7054 Menschen in 1882 Haushalten.

## Geschichte
Felszeichnungen in der Umgebung werden als Beleg dafür angesehen, dass es hier schon vor etwa 25.000 Jahren Menschen gab. Die Anwesenheit europäischer Einwanderer ist seit etwa 1652 nachweisbar und sie kamen dabei mit Gruppen der San und Khoikhoi in Kontakt. Das heutige Stadtgebiet liegt auf dem Gelände der früheren Farm Kweekvallei (deutsch etwa: „Tal des Anbaus und der Fülle“), die 1762 als Lehen einem Zacharias De Beer zugeteilt wurde, der hier Obstplantagen, Weinberge und Weizenfelder anlegte. Durch die ganzjährig gesicherte Wasserversorgung aus den Swartberg-Bergen gab es reiche Ernten. Bald wurde die Farm zur Zwischenstation für Reisende, die sich von ihren anstrengenden Fahrten durch die Karoo erholen mussten. 1842 wurde hier eine Kirchgemeinde der Niederländisch-Reformierten Kirche gegründet, 1845 erfolgte die Umbenennung des Ortes in Prince Albert, nach dem Ehemann Königin Viktorias von Großbritannien, dem Prinzen Albert von Sachsen-Coburg und Gotha.
Im Jahr 1881 wurde ein Gemeinderat gegründet. Im selben Jahr begann der Bau des Swartberg-Passes, der 1886 durch Thomas Baine fertiggestellt wurde. 1891 gab es einen Goldfund durch einen Schäfer. Ein kurzer Goldrausch begann, der jedoch nach 504 Unzen schnell beendet war.
1902 erhielt Prince Albert das Stadtrecht.

## Sehenswürdigkeiten
Viele der im kapholländischen Stil erbauten Häuser stehen unter Denkmalschutz.

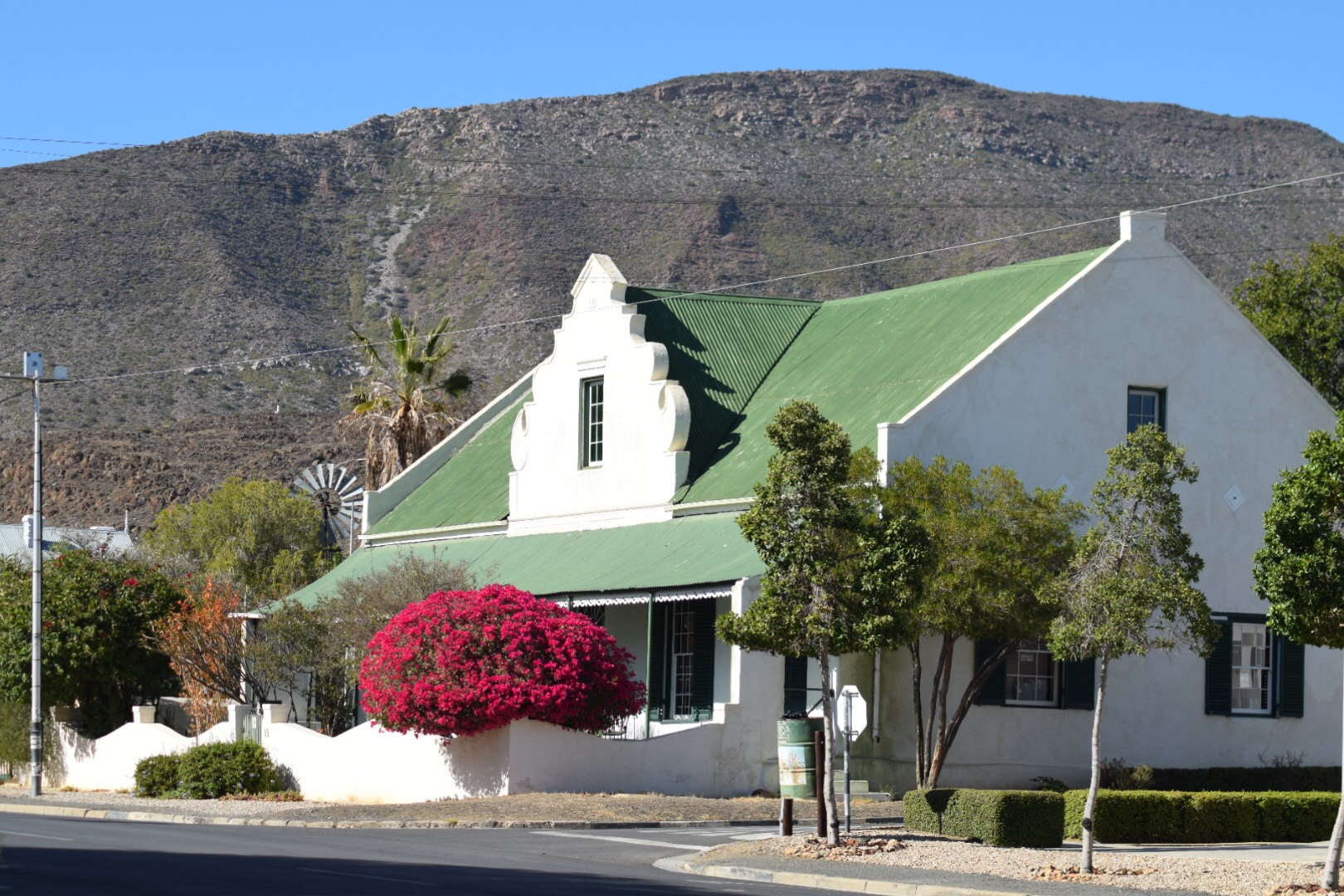
Kapholländische Architektur in Prince Albert